# Fontarèches
Fontarèches – miejscowość i gmina we Francji, w regionie Oksytania, w departamencie Gard.
Według danych na rok 1990 gminę zamieszkiwało 148 osób, a gęstość zaludnienia wynosiła 11 osób/km² (wśród 1545 gmin Langwedocji-Roussillon Fontarèches plasuje się na 755. miejscu pod względem liczby ludności, natomiast pod względem powierzchni na miejscu 587.).